# Джак Галахър
Оливър Клафи (роден на 7 януари 1990) е английски професионален кечист и MMA боец, участник в WWE с псевдонима Джак Галахър и участник в шоуто „Първична сила“.

## Шампионски титли и отличия
- Futureshock Wrestling
  - Шампион на FSW (2 пъти)
  - Турнир за Трофея на FSW (2010)
  - Отборен шампион на FSW (1 път) – с Алекс Сайънайд
- Grand Pro Wrestling
  - Златната титла на Галахър (1 път)
  - Британски шампион на GPW (1 път)
- Pro Wrestling Illustrated
  - PWI го класира като № 273 от топ 500 индивидуални кечисти на PWI 500 за 2016[2]